# Okey Motor Car Company
Okey war ein US-amerikanischer Hersteller von Automobilen, die zwischen 1896 und 1907 entstanden sind. Von 1905 bis 1907 wurden sie von einem dazu gegründeten Unternehmen produziert.

## Vorgeschichte

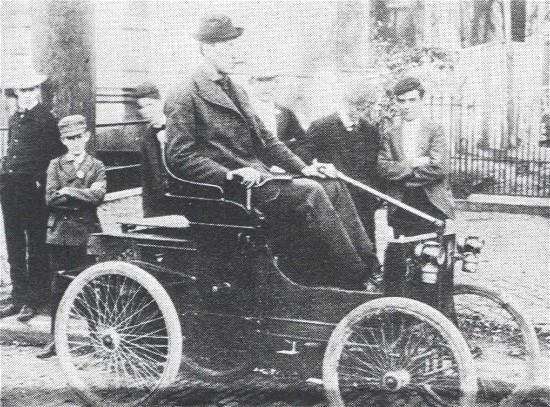
Perry Okey am Lenkhebel seines Einzylinder-Runabouts (1898).

Perry Okey (1873–1963) aus Columbus (Ohio) begann als Sechzehnjähriger eine Elektrikerlehre bei der Columbus Electric Light & Power Co. Dort erhielt er die Gelegenheit, sich eine kleine Werkstatt einzurichten, in der er mit einem Verbrennungsmotor experimentierte. Um 1894 konstruierte und baute er einen Verbrennungsmotor. Der wassergekühlte Einzylinder war ein Viertakter mit 2½ Zoll Bohrung (63,5 mm) und 3 Zoll Hub (76,2 mm), ergebend einen Hubraum von 14.73 c.i. resp. 241 cm³. Die passende Zündkerze war seine Erfindung.
Offenbar lief der kleine Motor zufriedenstellend, und Oakey meldete sich im Sommer 1895 mit einem unbekannten Fahrzeug zur Teilnahme am Chicago Times-Herald Motocycle race an, das ursprünglich am 2. November 1895 stattfinden sollte. Der Wettbewerb wurde jedoch kurzfristig auf den 28. November verschoben. Am Start erschien Okey aus unbekannten Gründen aber nicht.
Sein Tricycle hatte zunächst einen wiederum selbst konstruierten Einzylinder-Viertaktmotor und Wasserkühlung. Später experimentierte Okey mit einem ähnlichen, luftgekühlten Motor. Tricycles sind dreirädrige Motorräder, die zu dieser Zeit ebenfalls als Automobile betrachtet wurden. Für 1896 ist von Perry Oakey ein Automobil belegt. Damit gilt er als erster, der in Columbus ein Motorfahrzeug baute und fuhr. Weitere experimentelle Fahrzeuge folgten bis zur Jahrhundertwende.

## Okey Auto Company
Zur Unternehmensgeschichte liegen nur wenige und gelegentlich widersprüchliche Angaben vor.
Ab 1900 scheint Okey den Automobilbau als Handwerk in einem Einmannbetrieb betrieben zu haben. Die dabei entstandenen Fahrzeuge waren von hoher technischer und innovativer Qualität. 1901 entstand ein Runabout mit Einzylindermotor, Planetengetriebe und Kettenantrieb. Es hatte 14 bhp (10,4 kW) Leistung bei 1000/min und erreichte 35 mph (ca. 55 km/h). 1905 entstand das fünfte Auto. Es hatte einen vorne untergebrachten Zweizylinder-Zweitaktmotor, eine Antriebswelle und wiederum ein Planetengetriebe. Vier Fahrzeuge dieses Typs wurden bis Ende 1905 gebaut.

## Okey Motor Car Company

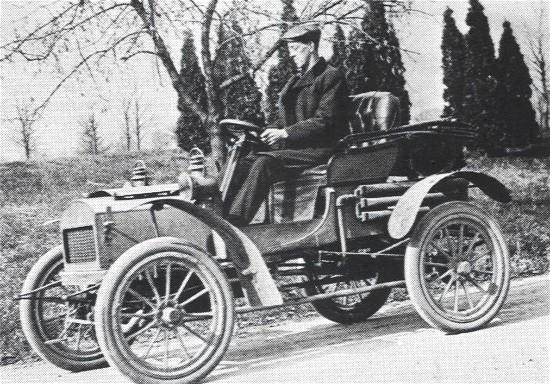
Okey 14 HP Runabout (1904).

Eine Quelle nennt 1904 als Gründungsjahr der Okey Motor Car Company, nach einer anderen wurde sie erst im Januar 1907 gegründet. Dies deutet auf Reorganisationen und -Finanzierungen hin. Bekannt ist, dass der Herausgeber des Fachmagazins Cycle and Automobile Trade Journal, Hugh Dolnar, 1905 eines der genannten Zweizylindermodelle testen konnte und davon sehr angetan war. Dolnar ist ein Pseudonym, gebildet als Anagramm des Nachnamens von Horace Lucian Arnold (1838–1915), einem sehr bekannten Ingenieur, Wissenschaftsjournalisten und Autor von Fachbüchern über Fabrikorganisation und Kostenmanagement. Arnold versuchte danach, für Okeys Kleinbetrieb eine solidere Finanzierung zu vermitteln und so eine geordnete Produktion sicherzustellen. Eine solche kam auch zustande, allerdings ist nicht nachgewiesen, ob sie von Arnold angestoßen worden war. Die Führungspositionen sind wie folgt belegt: Präsident wurde C. M. Crittenden und Vizepräsident H. T. Stewart. Für die Finanzen zuständig war F. R. Shinn und H. E. Walton amtierte als Sekretär und Geschäftsführer. Perry Okey war der Chefingenieur.
Eine alternative und weniger detaillierte Darstellung nennt den Januar 1907 als Gründungsdatum; allerdings kann es sich dabei auch um eine weitere Reorganisation gehandelt haben.

### Neun Modelle

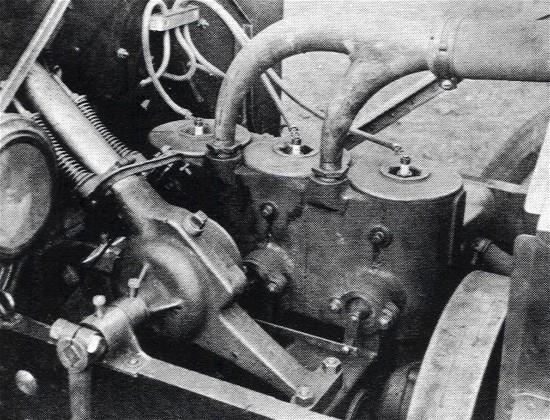
Dreizylindermotor des Okey L-7.

In der kurzen Zeit seines Bestehens bot das Unternehmen neun verschiedene Modelle an; dies wahrscheinlich nicht gleichzeitig, denn für 1907 ist nur noch eines belegt. Leider lassen sich die Daten der meisten Okey-Modelle nicht mehr belegen. Es scheint, dass Perry Okey relativ früh vom Ketten- auf den Wellenantrieb übergegangen ist.
Bekannt ist ein 1905 entstandenes, von einer Einzelquelle beschriebenes, größeres Automobil. Dessen Motor war ein Dreizylinder-Viertakter mit 4 Zoll (101,6 mm) Bohrung und 6 Zoll (152,4 mm) Hub und damit einem Hubraum von 226,2 c.i. (3707 cm³) Dieser Motor hatte obenliegende, gesteuerte Ventile und einen von Okey entwickelten Vergaser, zu dessen Besonderheiten ein ringförmiger Schwimmer, Nadelventile und einer zusätzlichen Luftzufuhr mittels eines „automatischen“ Ventils, das zwischen Vergaser und Motor angebracht war.

### Okey 20 HP Model L-7

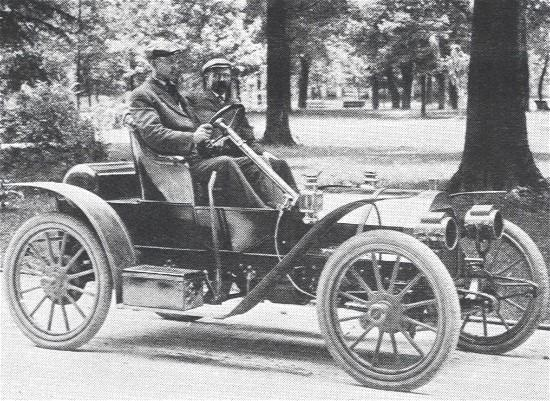
Perry Okey im Okey L-7 (1905).

Das meistgebaute Okey-Automobil dürfte der 20 HP Model L-7 mit einem Radstand von 90 Zoll (2286 mm) resp. 92 Zoll (2337 mm) gewesen sein. Das Fahrzeug war eine etwas vergrößerte Weiterentwicklung des 14 HP mit einem Dreizylinder-Zweitaktmotor und
22 bhp (16,4 kW) Leistung bei 1300/min. Das Rating nach A.L.A.M. lag bei 20,4 HP. Dies ist ein errechneter, nicht gemessener Wert, der auch zur Berechnung der Steuerformel herangezogen wurde, so in Großbritannien. Die A.L.A.M. (Association of Licensed Automobile Manufacturers) war der Verband der nach dem Selden-Patent lizenzierten Motorfahrzeughersteller. 1903 hatte er erstmals in den USA Normen für Motorfahrzeuge herausgegeben. Ob auch hier der innovative Vergaser verwendet wurde, geht aus den Quellen nicht hervor.
Mit einem Preis von US$ 1400.- gehörte der L-7 in die damalige Mittelklasse. Ein Highwheeler kostete ab etwa US$ 350.-, der konstruktiv den früheren Oakey ähnliche Oldsmobile Curved Dash US$ 650.-.

### Das Ende
Bereits im November 1907 musste die Insolvenz beantragt werden. Im Dezember bewilligte der Nachlassverwalter die Weiterführung der Produktion bis zur Abarbeitung der vorliegenden Bestellungen. Das Unternehmen wurde offenbar 1908 liquidiert. Das einzige Produkt war zu dieser Zeit ein leichter Runabout mit drei Zylindern und 20 HP Leistung zu US$ 1400.-, womit zweifellos der L-7 gemeint ist.

## Modellübersicht
Die Quellenlage erlaubt keine vollständige Übersicht. Von vielen Modellen ist keine „offizielle“ Bezeichnung bekannt, wobei es eine solche nicht notwendigerweise gegeben haben muss.
| Modell A.L.A.M.-Rating       | Bauzeit (in etwa) | Motorbauform                    | Hubraum                 | Leistung        | Radstand                          | Karosserie        | Preis    | Bemerkungen                                                                       |
| ---------------------------- | ----------------- | ------------------------------- | ----------------------- | --------------- | --------------------------------- | ----------------- | -------- | --------------------------------------------------------------------------------- |
| Tricycle Experimental        | 1896              | Einzylinder-Viertakt            |                         |                 |                                   | Motordreirad      |          | Wasserkühlung. Möglicherweise war eine Teilnahme am Times-Herald Contest geplant. |
| Single Cylinder Experimental | 1897–1900         | Einzylinder-Viertakt            |                         |                 |                                   |                   |          | Wasser- oder Luftkühlung                                                          |
| Single Cylinder              | 1901–1904         | Einzylinder-Viertakt            |                         |                 |                                   |                   |          | Luftkühlung                                                                       |
| 14 HP                        | 1904–1906         | R2-Zweitakt                     |                         | 14 PS (10,3 kW) |                                   |                   |          | Wasserkühlung                                                                     |
| Dreizylinder                 | 1905–?            | R3-Viertakt OHV-Ventilsteuerung | 226,2 cu in (3.707 cm³) |                 |                                   |                   |          | Wasserkühlung, Okey-Vergaser                                                      |
| Model L-7 20,4 HP            | 1905–1907         | R3 Zweitakt                     | 140,3 cu in (2.299 cm³) | 22 PS (16,2 kW) | 90 in (2.286 mm) 92 in (2.337 mm) | Runabout, 2 Sitze | 1400 US$ | Wasserkühlung                                                                     |

Rating nach der obgenannten A.L.A.M.-Methode. Dieser Lobbyverband der nach dem Selden-Patent lizenzierten Motorfahrzeughersteller gab 1903 die ersten Normen für Motorfahrzeuge in den USA heraus. Sie wurden errechnet, nicht gemessen und daher ungenau, aber sie boten dem Interessenten erstmals die Möglichkeit, Herstellerangaben nach gleichen Kriterien zu vergleichen. Dazu wurde aus der Formel auch eine Rating-Tabelle abgeleitet.

## Okeys späteres Leben
Über Okeys weitere Tätigkeiten ist wenig bekannt. Zwischen 1917 und 1955 erhielt er Patente für Erfindungen in unterschiedlichen Bereichen, so für einen automatischen Anlasser, ein Gerät zur Messung der Viskosität von Flüssigkeiten, eine Rechenmaschine und ein Kühlgerät. Zudem scheint er sich mit der Osmose beschäftigt zu haben.